# La Lande-de-Lougé
La Lande-de-Lougé är en kommun i departementet Orne i regionen Normandie i nordvästra Frankrike. Kommunen ligger i kantonen Briouze som tillhör arrondissementet Argentan. År 2022 hade La Lande-de-Lougé 57 invånare.

## Befolkningsutveckling
Antalet invånare i kommunen La Lande-de-Lougé
| Referens: INSEE |